# Velódromo de Breslavia
El Velódromo de Breslavia o bien Pista de ciclismo de Breslavia (en polaco: Wrocławski Tor Kolarski) es un recinto deportivo al aire libre situado en una zona residencial en Breslavia (Wrocław), en Polonia. La pista de ciclismo tiene una longitud de 200 m, la circunferencia interior de la pista es de 180 m. La superficie de la pista es de hormigón. La Tribuna principal tiene capacidad para 250 personas, y el terraplén de tierra alrededor de la pista proporciona espacio para ver la competencia para un total de 2000 espectadores. 
El diseño se hizo en 1929 por el arquitecto Clemens Schurma, un exciclista de pista que diseñó decenas de otras pistas de ciclismo en Alemania y otros países. Antes de 1945 la pista llevaba el nombre alemán de Radrennbahn Lilienthal (Velódromo Lilienthal). 
Actualmente la pista es utilizada por el club de ciclismo de Breslavia. En 1998, la estructura fue renovada.